# 伊瑟尔斯贝格-施特罗纳赫
伊瑟尔斯贝格-施特罗纳赫是奥地利蒂罗尔州利恩茨县的一个市镇。总面积17.96平方公里，总人口615人，人口密度34.2人/平方公里（2005年）。